# Kuźnica Strobińska
Kuźnica Strobińska – wieś w Polsce położona w województwie łódzkim, w powiecie wieluńskim, w gminie Osjaków.
W latach 1954–1956 wieś należała i była siedzibą władz gromady Kuźnica Strobińska, po przeniesieniu siedziby i zmianie jej nazwy, w gromadzie Chorzyna. W latach 1975–1998 miejscowość administracyjnie należała do województwa sieradzkiego.
Przez wieś przepływa rzeka Wężnica mająca swoje ujście w rzece Warcie w okolicach miejscowości Strobin. 
Na terenie Kuźnicy Strobińskiej znajduje się motel-bar Łasuch oraz ubojnia zwierząt AS.